# Марсийак-Ланвиль
Марсийа́к-Ланви́ль (фр. Marcillac-Lanville) — коммуна во Франции, находится в регионе Пуату — Шаранта. Департамент — Шаранта. Входит в состав кантона Руйак. Округ коммуны — Коньяк.
Код INSEE коммуны — 16207.
Коммуна расположена приблизительно в 380 км к юго-западу от Парижа, в 90 км южнее Пуатье, в 25 км к северо-западу от Ангулема.

## Население
Население коммуны на 2008 год составляло 597 человек.
| 1962 | 1968 | 1975 | 1982 | 1990 | 1999 | 2008 |
| ---- | ---- | ---- | ---- | ---- | ---- | ---- |
| 640  | 564  | 576  | 551  | 534  | 565  | 597  |

## Экономика
В 2007 году среди 348 человек в трудоспособном возрасте (15—64 лет) 230 были экономически активными, 118 — неактивными (показатель активности — 66,1 %, в 1999 году было 66,0 %). Из 230 активных работали 203 человека (116 мужчин и 87 женщин), безработных было 27 (5 мужчин и 22 женщины). Среди 118 неактивных 22 человека были учениками или студентами, 45 — пенсионерами, 51 были неактивными по другим причинам.

## Достопримечательности
- Монастырь Нотр-Дам[фр.] (XII век). Исторический памятник с 1942 года[3]

## Фотогалерея

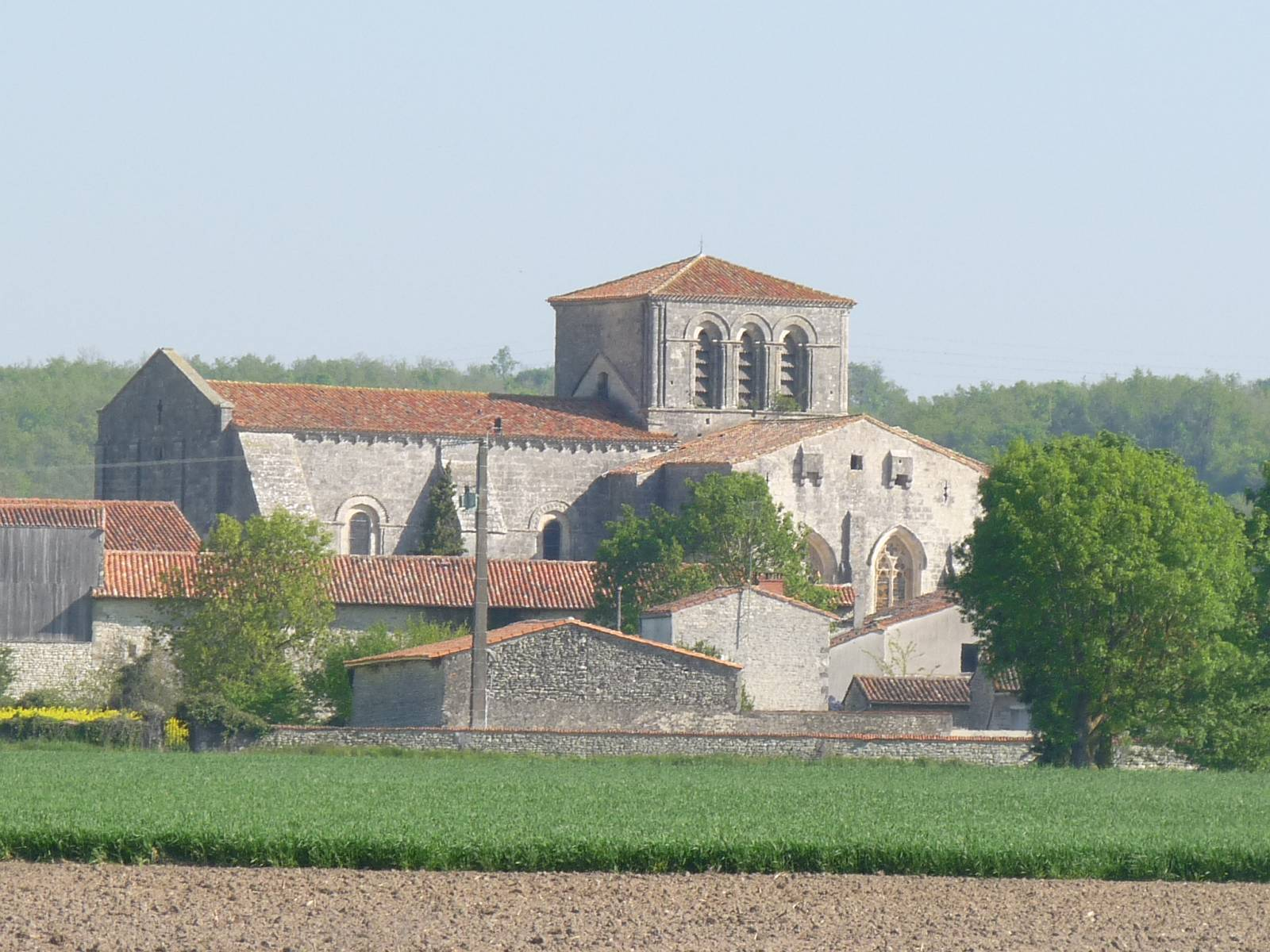
Монастырь Нотр-Дам
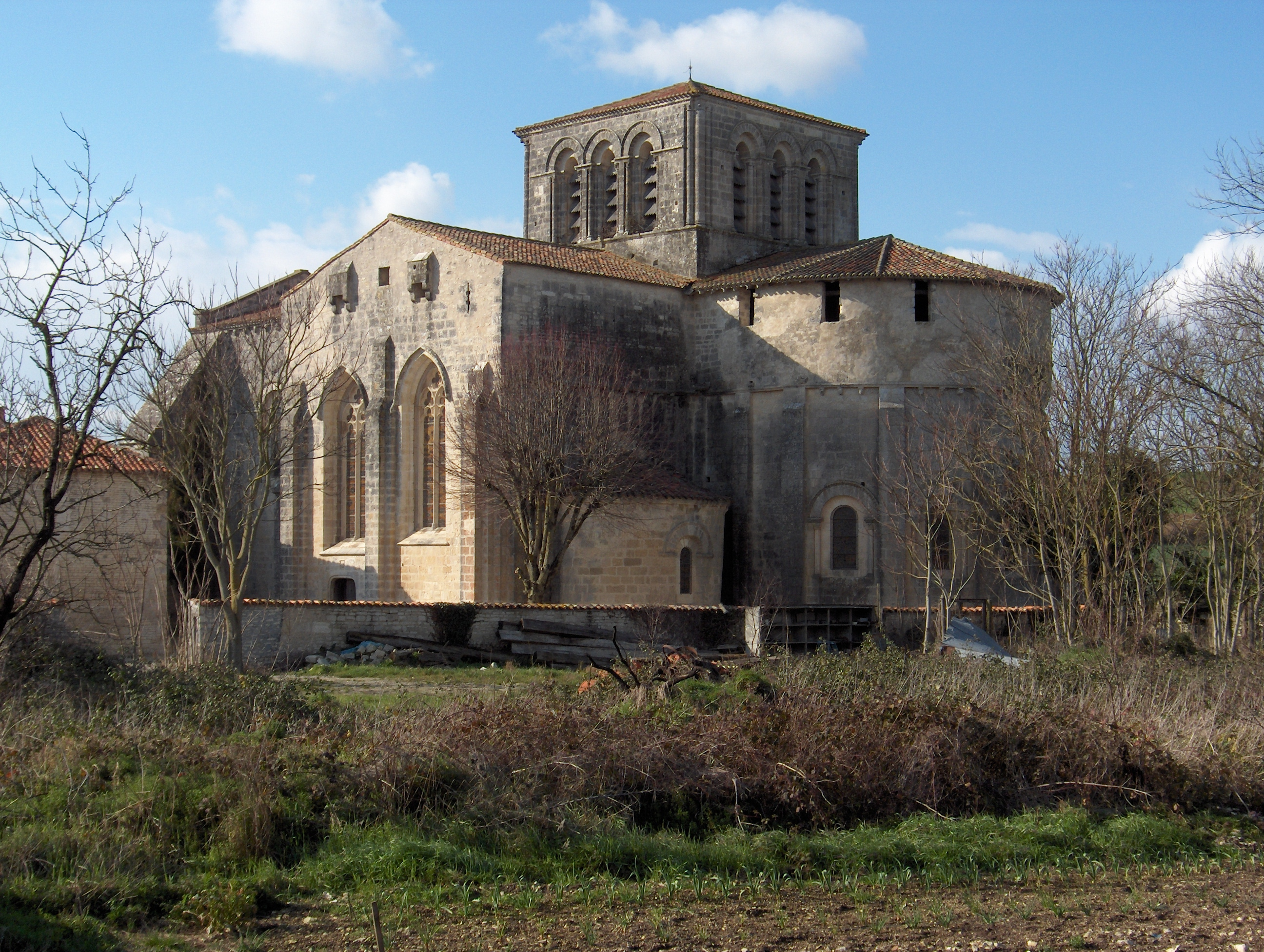
Монастырь Нотр-Дам
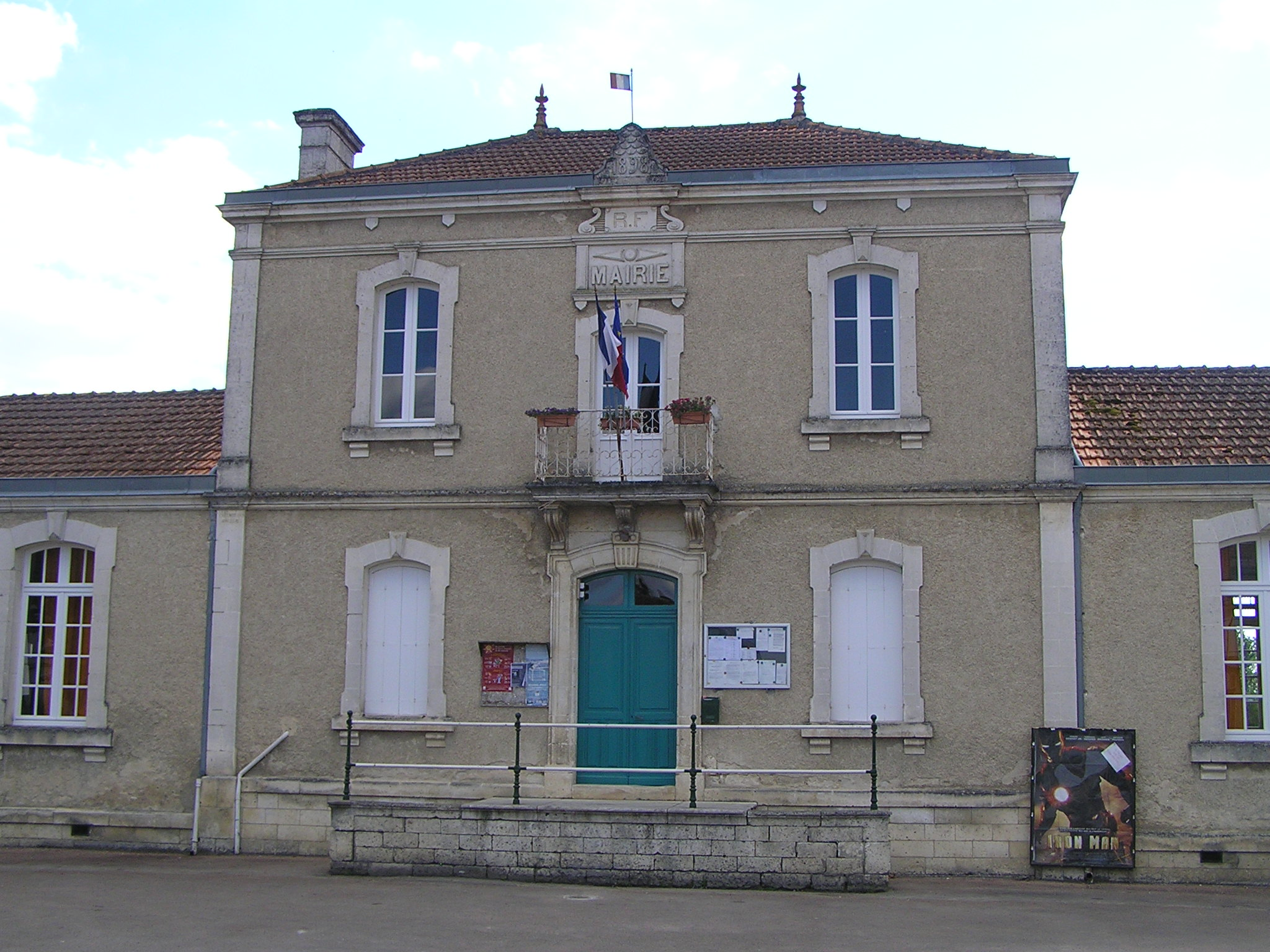
Мэрия
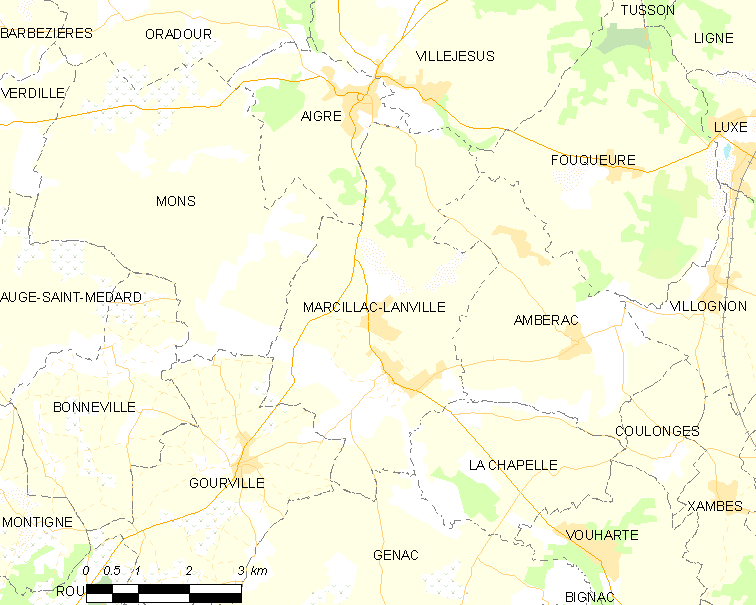
Карта коммуны